# الانتخابات البرلمانية الموريتانية 2013
نظمت الانتخابات البرلمانية في موريتانيا في 23 نوفمبر / تشرين الثاني. وقد تعهدت المعارضة المديمقراطية بمقاطعة الانتخابات ما لم يقدم الرئيس استقالته مسبقًا. وتم تسجيل ما مجموعه 1096 مرشحًا للتنافس على قيادة 218 بلدية في موريتانيا، بينما تنافس 438 مرشحًا على 146 مقعدًا برلمانيًا. ويحق لحوالي 1.2 مليون موريتاني التصويت في الانتخابات. وقد أسفرت نتائج الشوط الأول عن فوز ساحق لحزب الاتحاد من أجل الجمهورية الحاكم بحصوله على 56 مقعدًا وفاز شركاء حزب التحالف الـ 14 بـ 34 مقعدًا. وفاز حزب التواصل الإسلامي بـ 12 مقعدا. وتم التنافس على المقاعد المتبقية في الشوط الثاني في 21 ديسمبر 2013. حيث فاز الاتحاد من أجل الجمهورية بأغلبية تقدر بـ 75 مقعدًا في الجمعية الوطنية.

## خلفية
حدد موعد الانتخابات بادئ ذي بدء في 1 أكتوبر 2011، ثم أعلن تأجيلها عدة مرات إلى 16 أكتوبر 2011، و 31 مارس 2012، ومايو 2012، وأكتوبر 2013، ونوفمبر / ديسمبر 2013، بسبب الخلافات المحتدمة بين الحكومة وبعض أحزاب المعارضة.

## الحملة الانتخابية
بدأ موسم الحملة الانتخابية التي استمرت أسبوعين يوم الجمعة 8 نوفمبر. حيث تخللتها الألعاب النارية، والتزمير للسيارات، والموسيقى الصاخبة في الشوارع، في العاصمة نواكشوط.
دعا رئيس الحزب الحاكم: محمد محمود ولد محمد الأمين الموريتانيين إلى منح الاتحاد من أجل الجمهورية أغلبية في البرلمان حتى يتمكنوا من دعم برنامج الرئيس محمد ولد عبد العزيز. الاتحاد من أجل الجمهورية هو الحزب الوحيد الذي تقدم بمترشحين في كل دائرة انتخابية. كما انتقد الاتحاد من أجل الجمهورية حزب «تواصل» متهما إياه بربط علاقات بجماعة الإخوان المسلمين، ودعاه إلى الابتعاد عن الإسلاميين في أماكن أخرى من العالم.
ووصف حزب «تواصل» مشاركته بأنها صراع ضد ما اعتبره دكتاتورية الرئيس محمد ولد عبد العزيز،  ودعا رئيس الحزب محمد جميل ولد منصور إلى إقبال كبير من قبل أنصار حزبه على العملية الانتخابية.
وخرج الآلاف من أنصار حزب منسقية المعارضة الديمقراطية في مسيرة في نواكشوط يوم 6 نوفمبر للاحتجاج ضد الانتخابات.

## المتسابقون
شارك ما مجموعه 74 حزبا في الانتخابات. وكان حزب «تواصل» العضو الوحيد الذي شارك في الاتخابات من بين أحزاب تحالف المعارضة الديمقراطية التي يضم 11 حزبا، وتعرف باسم منسقية المعارضة الديمقراطية (COD). وقد لاقت مقاطعة منسقية المعارضة انتقادات من طرف حزب الاتحاد من أجل الجمهورية الحاكم، حيث قال محمد محمود ولد محمد الأمين رئيس الحزب إن مثل هذا العمل غير مستساغ«في ضوء الإصلاحات السياسية والانتخابية المنجزة».
المتسابقون الرئيسيون هم الاتحاد من أجل الجمهورية، حزب تواصل، والتحالف الشعب التقدمي.

## النتائج
قال رئيس حزب «تواصل» محمد جميل منصور في مؤتمر صحفي نظمه بعد الشوط الأول من الانتخابات، في 23 نوفمبر، أن الحزب وجد «مخالفات خطيرة» بما في ذلك حشو أوراق الاقتراع وإجراء التصويت بعد الفرز. وأشار ولد منصور إلى أن هذه المخالفات قد تسيء إلى مصداقية الانتخابات، وذكر أن الحزب أرسل وفداً إلى اللجنة المستقلة للانتخابات من أجل تقديم شكوى. ولم يذكر الجهة التي يعتقد أنها استفادت من المخالفات.